# NK Bratstvo Radikovci
NK Bratstvo je hrvatski nogometni klub iz Radikovaca, a nedaleko Donjeg Miholjca u Osječko-baranjskoj županiji.
NK Bratstvo je član Nogometnog središta D. Miholjac te Županijskog nogometnog saveza Osječko-baranjske županije. Klub je osnovan 1937.
Trenutačno se natječe u 2. ŽNL Osječko-baranjskoj, Donji Miholjac.
Klub je u sezoni 2021./22 nastupao u 1. ŽNL Osječko-baranjskoj, ali odmah iste sezone ispada i vraća se 2. ŽNL D. Miholjac.

## Uspjesi kluba
- 2020./21. – prvak 2. ŽNL NS Valpovo – D. Miholjac.

## Vanjska poveznice
http://www.donjimiholjac.hr/sportske-udruge